# Герб Троїцького (Миколаївський район)
Герб Тро́їцького затверджений 12 грудня 2009 р. рішенням № 14 сесії Троїцької сільської ради.

## Опис
На червоному щиті лазурова глава, відділена срібним українським візерунком у пояс. На щиті — три золотих снопи пшениці у пояс, центральний більший, супроводжувані знизу срібною шаблею з золотим руків'ям, напіввитягнутою із золотих піхов у пояс. У главі — три золотих янголи із срібними крилами та німбами. Щит обрамований декоративним картушем i увінчаний золотою сільською короною.
Автори — І. Д. Янушкевич.